# Nagycsány
Nagycsány je selo na jugu Republike Mađarske.
Zauzima površinu od 5,65 km četvornih.

## Zemljopisni položaj
Nalazi se na 45° 52' sjeverne zemljopisne širine i 17° 57' istočne zemljopisne dužine, 7 km sjeverno od Drave i granice s Hrvatskom. Najbliža naselja u RH su Podravska Moslavina i Martinci Miholjački.
Kotarsko sjedište Šeljin je 5,5 km zapadno, Ostrovo je 1,5 km zapadno-sjeverozapadno, Bešenca je 1,5 km sjeverno, Páprád je 4,5 km sjeveroistočno, Vajslovo je 2,5 km jugoistočno, Lúzsok je 2,5 km južno, Kemša je 5 km južno-jugozapadno, a Vertika je 7 km jugozapadno.

## Upravna organizacija
Upravno pripada Šeljinskoj mikroregiji u Baranjskoj županiji. Poštanski broj je 7838. 
Ovo selo, Nagycsány (u prijevodu: Veliki Csány) je istočno od sela Kiscsánya (u prijevodu: Malog Csánya), koje je 1934. spojeno sa selom Ostrovom.

## Povijest
Nagycsány se prvi put spominje u povijesnim dokumentima 1244.
1257. se spominje kao Chan.

## Promet
Kroz selo prolazi željeznička prometnica Šeljin-Selurinac, a u selu je željeznička postaja.

## Stanovništvo
Nagycsány ima 164 stanovnika (2001.). Mađari su većina. Romi čine preko 5% stanovništva i imaju manjinsku samoupravu u selu. Blizu polovine stanovnika su rimokatolici, a nešto manje od četvrtine stanovnika su kalvinisti. 18% ne pripada ni jednoj vjeri.

## Vanjske poveznice
- Nagycsány na fallingrain.com